# Al-Hafar
Al-Hafar (arab. الحفر) – wieś w Syrii, w muhafazie Hims. W 2004 roku liczyła 589 mieszkańców.